# Ramil Guliyev
Ramil Eldar oğlu Quliyev, souvent russifié puis en turc Guliyev, né le 29 mai 1990 à Bakou, est un athlète azéri naturalisé turc en 2011, spécialiste des épreuves de sprint, champion du monde du 200 m à Londres en 2017.

## Biographie

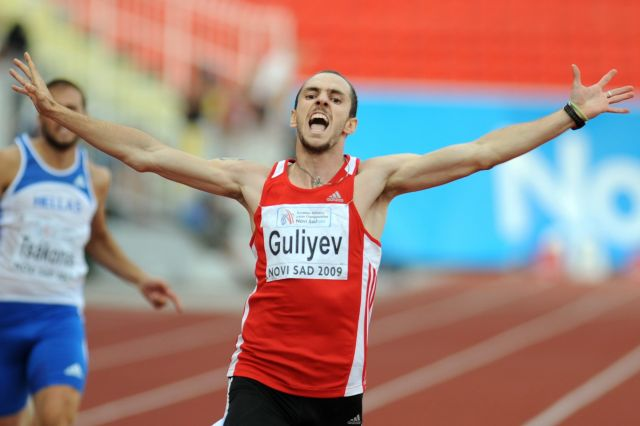
Ramil Guliyev lors des championnats d'Europe juniors 2009.

Après avoir battu le record national junior du 60 m à Turin en 6 s 66 (7 mars 2009), et celui du 100 m à Istanbul en 10 s 08, il bat le record d'Europe junior en 20 s 04 lors de l'Universiade à Belgrade le 10 juillet 2009. Ce temps de 20 s 04 sur 200 m constitue par ailleurs la deuxième meilleure performance junior de tous les temps, derrière les 19 s 93 d'Usain Bolt réalisés en 2004.
Il devient champion d'Europe junior sur 200 m et n'est battu que par le Français Christophe Lemaitre sur 100 m.
Le 20 août 2009, il participe à la finale du 200 m des Championnats du monde de 2009 à Berlin et se classe 7e en 20 s 61.
L'année précédente, il avait participé à seulement 18 ans aux Jeux olympiques à Pékin en battant le record national sur 200 m (en quart de finale en 20 s 66).
Son club était à Bakou avant de devenir le Fenerbahçe Spor Kulübü. Il mesure 1,87 m pour 70 kg. Son père, Eldar Quliyev, est également son entraîneur jusqu'à son décès d'une crise cardiaque en juin 2010,. L'année suivante, il aurait accepté d'être naturalisé turc le 5 avril 2011 en échange de 200 000 dollars de la part de sa nouvelle fédération et la Fédération azerbaïdjanaise d'athlétisme a officiellement protesté auprès de l'IAAF ce qui lui interdit toute compétition internationale avant 2014, mais ne l'empêche pas d'obtenir les temps de 10 s 14 à Lappeenranta le 13 août 2011 et celui de 20 s 32 à 20 s 32 (0,8) à Istanbul le 11 juin 2011. Mais il n'est pas sélectionné pour Daegu 2011.
Il remporte deux médailles d'argent, sur 100 et 200 m, lors des Jeux méditerranéens 2013 à Mersin, en échouant à chaque fois d'un 1/100e de seconde pour le titre.
Le 9 mai 2015, il bat à Isparta le record national turc du 100 m en 10 s 12 (vent favorable de 1,9 m/s), à 3/100e de son record personnel de 2009.
En 2015 il bat en Estonie le record national turc (mais pas son meilleur temps) en 20 s 21, qu'il portera fin septembre à 19 s 88, réalisant son premier chrono de sa carrière sous les 20 secondes.
Le 13 juin 2017, à Turku, il porte son record du 100 m à 10 s 02 puis à 9 s 97 le 6 juillet, devenant à cette occasion le 6e athlète européen de l'histoire du sprint à courir sous les 10 secondes au 100 m et les 20 secondes au 200 m.
Le 10 août 2017, Ramil Guliyev déjoue les pronostics en remportant la finale du 200 m des championnats du monde de Londres en 20 s 09, devant le Sud-Africain Wayde van Niekerk (20 s 11) et le Trinidadien Jereem Richards (20 s 11). Premier turc titré dans une épreuve de sprint, il est également le premier à succéder à Usain Bolt, vainqueur sans discontinuer depuis 2009. 2009 était d'ailleurs la première finale mondiale de Guliyev lorsqu'il était âgé de 19 ans et qu'il concourrait pour l'Azerbaïdjan. 
Il révèle avoir en ligne de mire le vieux record d'Europe du 200 m de l'Italien Pietro Mennea qui est de 19 s 72, réalisé en 1979. Seul le Français Christophe Lemaitre s'en est rapproché depuis avec 19 s 80 en 2011.
Ramil Guliyev commence la saison 2018 par une 3e au Meeting de Doha, en 20 s 11 (+ 1,3 m/s). Plus en retrait à Eugene (7e en 20 s 57), il signe ensuite trois victoires consécutives, dont deux en Ligue de diamant. Il remporte les Paavo Nurmi Games en 20 s 23, puis les Bislett Games d'Oslo en 19 s 90 (+ 1,0 m/s), son premier chrono sous les 20 secondes depuis son record personnel à 19 s 88 en 2015. À Stockholm, trois jours plus tard, il s'impose en 19 s 92 devant son dauphin d'Oslo, Aaron Brown.
Le 29 juin 2018, il remporte à Tarragone le titre du 200 m des Jeux méditerranéens, en 20 s 15 (record des Jeux), en devançant très largement l'Italien Eseosa Desalu (20 s 77) et le Français Mickaël-Méba Zeze (20 s 78). Le lendemain, avec le relais turc, il décroche l'argent en 38 s 50, battu d'un centième par l'Italie emmenée par Filippo Tortu. Le 20 juillet, il termine 2e du Meeting Herculis de Monaco en 19 s 99 (+ 0,9 m/s), derrière l'Américain Noah Lyles (19 s 65).
Le 9 août 2018, Ramil Guliyev remporte la médaille d'or du 200 m des championnats d'Europe de Berlin dans le temps de 19 s 76 (+ 0,7 m/s). Il bat le record des championnats, le record de Turquie, et devient le 2e meilleur performeur européen de l'histoire derrière l'Italien Pietro Mennea (19 s 72). Il devance sur le podium le Britannique Nethaneel Mitchell-Blake (20 s 04) et le Suisse Alex Wilson (20 s 04). Trois jours plus tard, avec le relais turc, Ramil Guliyev devient vice-champion d'Europe du relais 4 x 100 m en 37 s 98, nouveau record de Turquie, derrière l'équipe du Royaume-Uni (37 s 80).
Il se classe 5e des championnats du monde 2019 à Doha sur 200 m en 20 s 07.

## Palmarès
| Date                        | Compétition                       | Lieu                        | Résultat                    | Épreuve                     | Temps                       |
| Représentant l' Azerbaïdjan | Représentant l' Azerbaïdjan       | Représentant l' Azerbaïdjan | Représentant l' Azerbaïdjan | Représentant l' Azerbaïdjan | Représentant l' Azerbaïdjan |
| --------------------------- | --------------------------------- | --------------------------- | --------------------------- | --------------------------- | --------------------------- |
| 2007                        | Championnats du monde cadets      | Ostrava                     | 2e                          | 200 m                       | 20 s 72                     |
| 2008                        | Championnats du monde juniors     | Bydgoszcz                   | 5e                          | 200 m                       | 21 s 00                     |
| 2009                        | Championnats d'Europe en salle    | Turin                       | 7e                          | 60 m                        | 6 s 67                      |
| 2009                        | Universiade                       | Belgrade                    | 1er                         | 200 m                       | 20 s 04                     |
| 2009                        | Championnats d'Europe juniors     | Novi Sad                    | 2e                          | 100 m                       | 10 s 16                     |
| 2009                        | Championnats d'Europe juniors     | Novi Sad                    | 1er                         | 200 m                       | 20 s 33                     |
| 2009                        | Championnats du monde             | Berlin                      | 7e                          | 200 m                       | 20 s 61                     |
| Représentant la Turquie     |                                   |                             |                             |                             |                             |
| 2013                        | Jeux méditerranéens               | Mersin                      | 2e                          | 100 m                       | 10 s 23                     |
| 2013                        | Jeux méditerranéens               | Mersin                      | 2e                          | 200 m                       | 20 s 46                     |
| 2014                        | Championnats d'Europe par équipes | Brunswick                   | 3e                          | 100 m                       | 10 s 37                     |
| 2014                        | Championnats d'Europe par équipes | Brunswick                   | 2e                          | 200 m                       | 20 s 57                     |
| 2014                        | Championnats d'Europe par équipes | Brunswick                   | 11e                         | 4 × 100 m                   | 40 s 25                     |
| 2014                        | Championnats des Balkans          | Pitești                     | 1er                         | 100 m                       | 10 s 24                     |
| 2014                        | Championnats des Balkans          | Pitești                     | 1er                         | 200 m                       | 21 s 04                     |
| 2014                        | Championnats d'Europe             | Zurich                      | 6e                          | 200 m                       | 20 s 48                     |
| 2015                        | Championnats d'Europe par équipes | Heraklion                   | 2e                          | 200 m                       | 20 s 67                     |
| 2015                        | Universiade                       | Gwangju                     | 3e                          | 100 m                       | 10 s 16                     |
| 2015                        | Universiade                       | Gwangju                     | 3e                          | 200 m                       | 20 s 59                     |
| 2015                        | Championnats des Balkans          | Pitești                     | 1er                         | 200 m                       | 20 s 59                     |
| 2015                        | Championnats des Balkans          | Pitești                     | 1er                         | 4 x 100 m                   | 39 s 35                     |
| 2015                        | Championnats du monde             | Pékin                       | 6e                          | 200 m                       | 20 s 11                     |
| 2016                        | Championnats des Balkans          | Pitesti                     | 1er                         | 100 m                       | 10 s 30                     |
| 2016                        | Championnats des Balkans          | Pitesti                     | 1er                         | 200 m                       | 20 s 98                     |
| 2016                        | Championnats d'Europe             | Amsterdam                   | 6e                          | 100 m                       | 10 s 23                     |
| 2016                        | Championnats d'Europe             | Amsterdam                   | 2e                          | 200 m                       | 20 s 51                     |
| 2016                        | Jeux olympiques                   | Rio de Janeiro              | 8e                          | 200 m                       | 20 s 43                     |
| 2017                        | Jeux de la solidarité islamique   | Bakou                       | 1er                         | 100 m                       | 10 s 06                     |
| 2017                        | Jeux de la solidarité islamique   | Bakou                       | 1er                         | 200 m                       | 20 s 08                     |
| 2017                        | Jeux de la solidarité islamique   | Bakou                       | 2e                          | 4 x 100 m                   | 39 s 56                     |
| 2017                        | Championnats d'Europe par équipes | Vaasa                       | 1er                         | 200 m                       | 20 s 20                     |
| 2017                        | Championnats du monde             | Londres                     | 1er                         | 200 m                       | 20 s 09                     |
| 2017                        | Championnats du monde             | Londres                     | 7e                          | 4 x 100 m                   | 38 s 73                     |
| 2017                        | Ligue de diamant                  | Ligue de diamant            | 3e                          | 200 m                       | 20 s 02                     |
| 2018                        | Jeux méditerranéens               | Tarragone                   | 1er                         | 200 m                       | 20 s 15                     |
| 2018                        | Jeux méditerranéens               | Tarragone                   | 2e                          | 4 x 100 m                   | 38 s 50                     |
| 2018                        | Championnats d'Europe             | Berlin                      | 1er                         | 200 m                       | 19 s 76                     |
| 2018                        | Championnats d'Europe             | Berlin                      | 2e                          | 4 x 100 m                   | 37 s 98                     |
| 2018                        | Ligue de diamant                  | Ligue de diamant            | 2e                          | 200 m                       | 19 s 98                     |
| 2018                        | Coupe continentale                | Ostrava                     | 2e                          | 200 m                       | 20 s 29                     |
| 2018                        | Coupe continentale                | Ostrava                     | 2e                          | 4 x 100 m                   | 38 s 96                     |
| 2019                        | Relais mondiaux de l'IAAF         | Yokohama                    | 7e                          | 4 x 100 m                   | 39 s 13                     |
| 2019                        | Ligue de diamant                  | Ligue de diamant            | 2e                          | 200 m                       | 19 s 86                     |
| 2019                        | Championnats du monde             | Doha                        | 5e                          | 200 m                       | 20 s 07                     |
| 2022                        | Jeux méditerranéens               | Oran                        | 2e                          | 100 m                       | 10 s 16                     |
| 2022                        | Jeux méditerranéens               | Oran                        | 1er                         | 200 m                       | 20 s 21                     |
| 2022                        | Jeux méditerranéens               | Oran                        | 2e                          | 4 x 100 m                   | 38 s 98                     |
| 2022                        | Championnats d'Europe             | Munich                      | 8e                          | 200 m                       | DNF                         |

## Records
| Épreuve | Épreuve   | Temps        | Lieu   | Date            |
| ------- | --------- | ------------ | ------ | --------------- |
| 60 m    | Salle     | 6 s 58 (NR)  | Soumy  | 13 janvier 2012 |
| 100 m   | Plein air | 9 s 97       | Bursa  | 6 juillet 2017  |
| 200 m   | Plein air | 19 s 76 (NR) | Berlin | 9 août 2018     |
| 200 m   | En salle  | 21 s 05 (NR) | Liévin | 14 février 2012 |